# Magog (Quebec)
Magog es una ciudad de la provincia de Quebec, Canadá. Está ubicada en el condado regional de Memphrémagog y a su vez, en la región administrativa de Estrie. Hace parte de las circunscripciones electorales de Orford a nivel provincial y de  Brome-Missisquoi a nivel federal.

## Geografía
Magog se encuentra ubicada en las coordenadas 45°16′00″N 72°08′00″O / 45.26667, -72.13333. Según Statistique Canada, tiene una superficie total de 144,19 km² y es una de las 1135 municipalidades en las que está dividido administrativamente el territorio de la provincia de Quebec.

## Demografía
Según el censo de Canadá de 2011, había 25 358 personas residiendo en esta ciudad con una densidad de población de 175,9 hab./km². Los datos del censo mostraron que de las 23 880 personas censadas en 2006, en 2011 hubo un aumento poblacional de 1478 habitantes (6,2%). El número total de inmuebles particulares resultó de 13 605 con una densidad de 94,36 inmuebles por km². El número total de viviendas particulares que se encontraban ocupadas por residentes habituales fue de 11 706.